# Schwebefähre Bordeaux
Die Schwebefähre Bordeaux war eine nie in Betrieb gegangene Schwebefähre über die Garonne in Bordeaux.
Sie stand rund 2 km flussabwärts der Pont de pierre, der alten, 1821 eröffneten steinernen Brücke, zwischen dem Quai des Chartrons und dem Cours du Médoc am linken und dem Quai des Queyries im Stadtviertel La Bastide am rechten Ufer, von wo es nicht weit zum damaligen, 1852 eröffneten Gare d’Orléans war.

## Geschichte
Geschäftsleute aus Bordeaux gründeten 1893 eine Aktiengesellschaft für den Bau einer Schwebefähre, die 1910 die Konzession zum Betrieb einer Schwebefähre für 24 Jahre gegen Mautgebühren erhielt.
Das renommierte Unternehmen von Ferdinand Arnodin erhielt den Auftrag zum Bau der Schwebefähre nach dem von seinem Schwiegersohn und Chefingenieur Gaston Leinekugel Le Cocq entwickelten System.
Es sah an beiden Ufern im Abstand von 400 m je einen stählernen Fachwerk-Pylon vor, der auf vier tief im Boden gegründeten Betonsockeln stand und die Hochwassermarke um 92,50 m überragte. Über die Spitzen dieser Pylone sollten die Tragkabel einer sogenannten halbsteifen Hängebrücke laufen, bei der mehrere Tragkabel durch eingesetzte senkrechte Stäbe gespreizt und durch diagonale Seile zu Fachwerken zusammengezogen werden. Der an den Tragseilen hängende Gleisträger, der die Gondel tragen sollte, war 45 m über der Hochwassermarke angeordnet und ging zu beiden Seiten 20 m über die Pylone hinaus.
Die Gondel sollte eine Grundfläche von 13,20 m × 10,00 m haben und 72 Tonnen wiegen. Sie sollte auf ihrer ungefähr 3 Minuten dauernden Überfahrt 500 Personen oder 6 Fuhrwerke befördern. Sie wäre die größte Schwebefähre der Welt geworden.
Am 19. September 1910 wurde von Staatspräsident Armand Fallières der Grundstein gelegt.
Ausgeführt wurden zunächst die Pylone und ihre Ankerblöcke. 1914 wurde der Bau durch den Ersten Weltkrieg unterbrochen. Zu diesem Zeitpunkt waren die beiden Pylone fertiggestellt, während die Seile und die Gondel noch fehlten. Nach dem Krieg wurden die Bauarbeiten aus Geldmangel nicht wieder aufgenommen. 1938 wurde das Projekt endgültig aufgegeben und am 18. August 1942 die Tragtürme von der Wehrmacht gesprengt. Heute sind nur noch die einstigen Turmfundamente und die Ankerblöcke am rechten Ufer vorhanden.

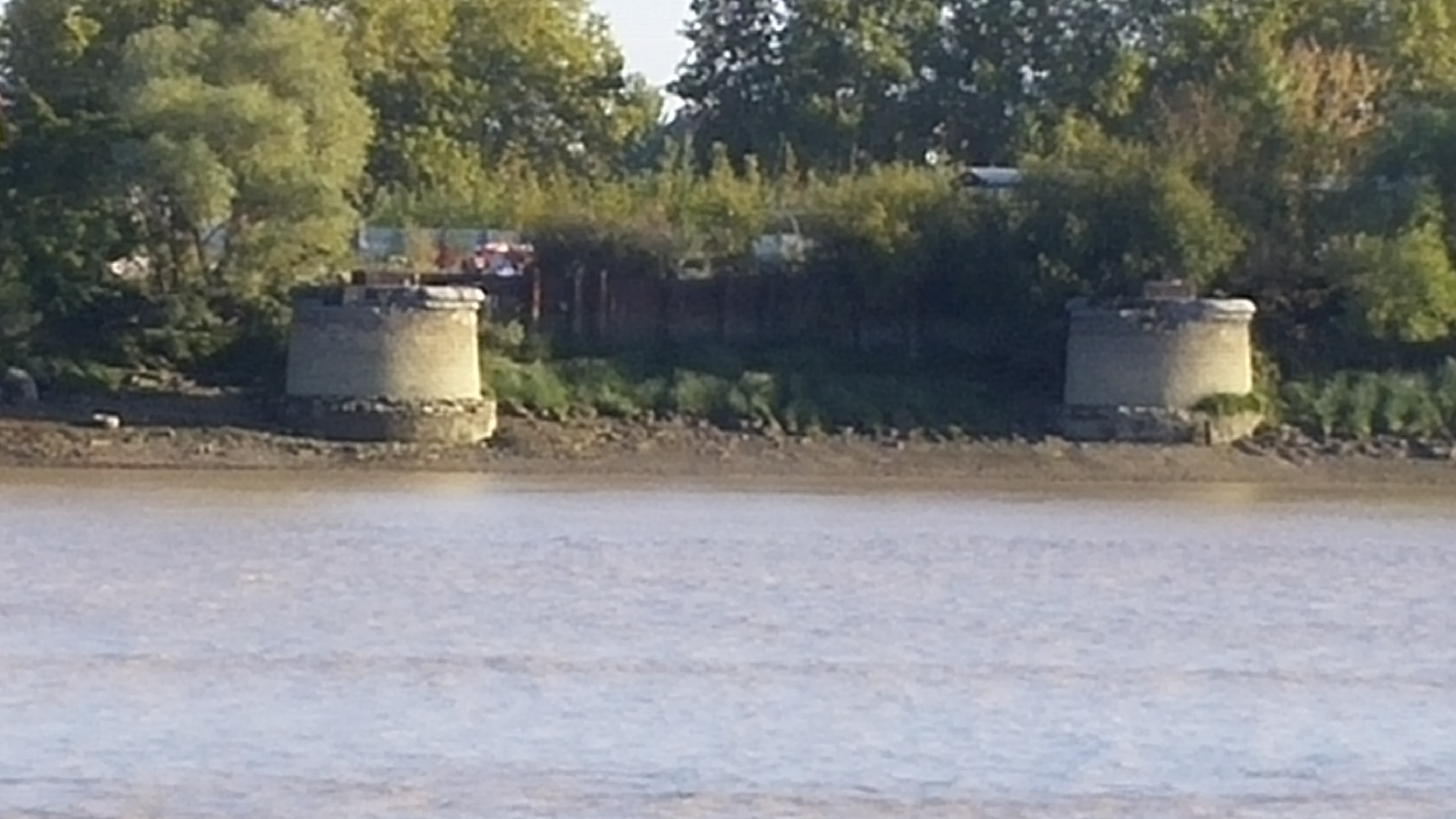
Zwei Turmfundamente am rechten Ufer
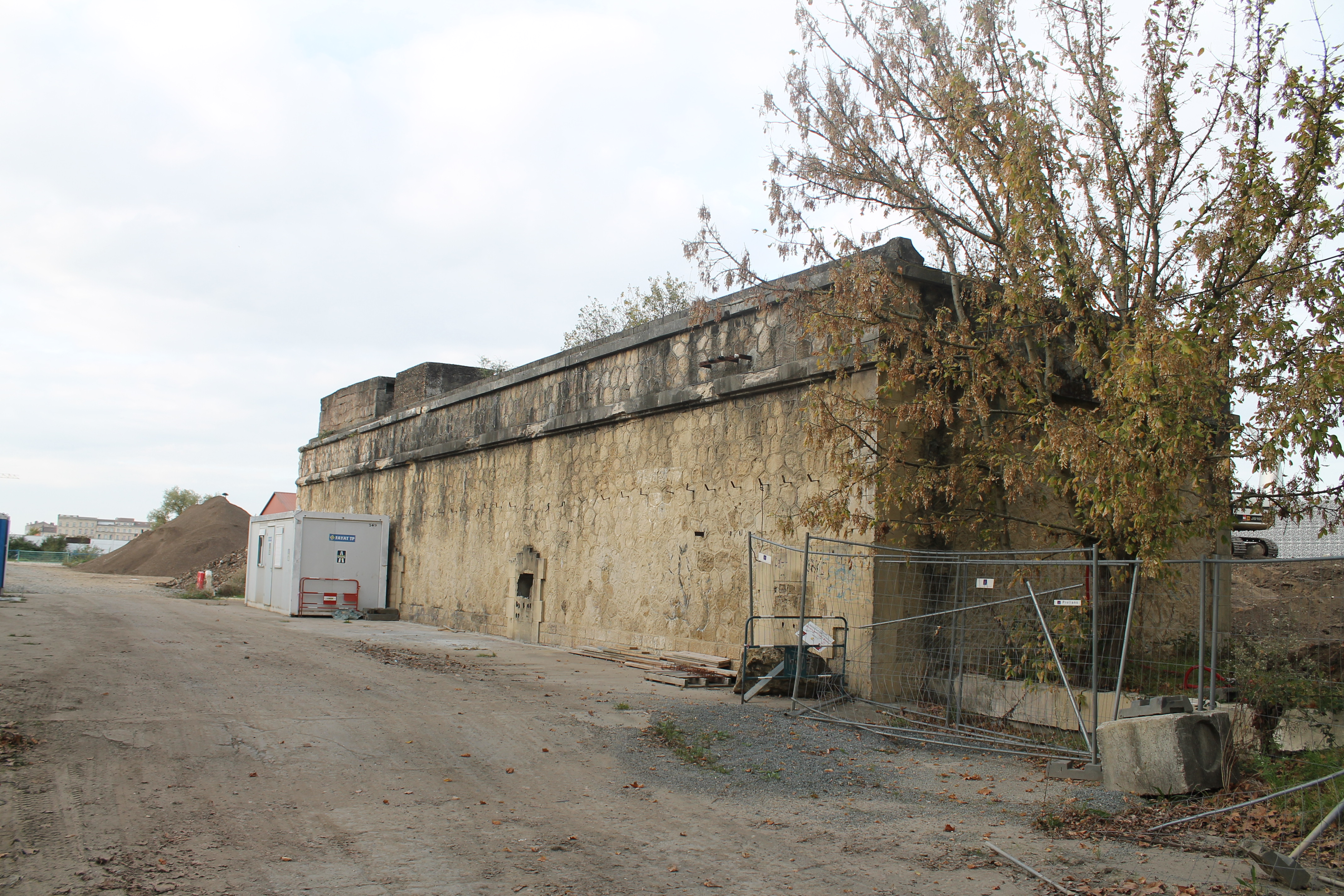
Einer der beiden Ankerblöcke am rechten Ufer